# أو آي تي
OIT - مسألتان مشتقتان من المسألة العامة لقابلية الارتضاء.

## بالضبط واحد من ثلاثة
يعرف اختصارا بOIT وهو عبارة عن صيغة منطقية، تشبه في تكوينها وصيغتها 3SAT والسؤال هو: هل يوجد تعيين قيم للمتغيرات بحيث في كل قوس يكون بالضبط متغير واحد ذو قيمة موجبة؟

## الاختصار
يحول {\displaystyle (a\lor b\lor c)} من 3-سات لصيغة من OIT بإضافة خمس متغيرات جديدة للحصول على صيغة OIT :{\displaystyle (a\lor u\lor v)\wedge (\lnot b\lor u\lor w)\wedge (v\lor w\lor t)\wedge (\lnot c\lor v\lor x)}.

## بالضبط واحد من ثلاثة رتيبة
هو عبارة عن مسألة تشبه المسألة أعلاه، الفرق الوحيد هو كون المتغيرات تظهر موجبة أي لا نجد في الصيغة متغيرا ونفي المتغير.